# Villy-sur-Yères
Villy-sur-Yères è un comune francese di 195 abitanti situato nel dipartimento della Senna Marittima nella regione della Normandia.

## Società

### Evoluzione demografica
Abitanti censiti